# Omicidio dell'Incognito
Il caso Serselli-Santini, meglio noto come Omicidio dell'Incognito, fu un celebre episodio criminoso nella Firenze del 1570.

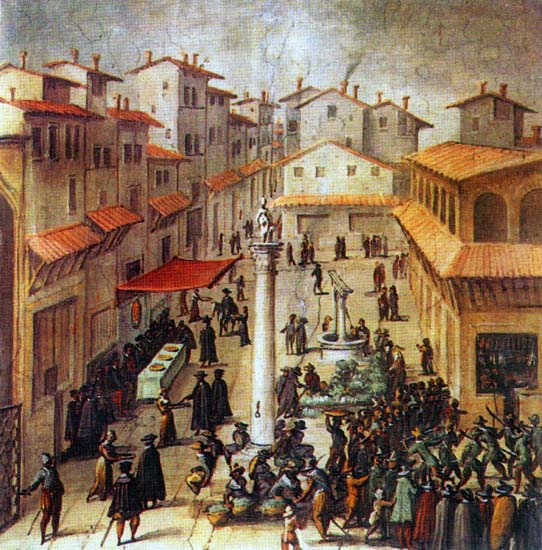
Il Mercato Vecchio, alias Piazza della Repubblica, dove presso la Colonna dell'Abbondanza si eseguivano le condanne a morte

(Anonimo, Cronica della Città di Firenze dall'anno MDXLVIII al MDCLII, Manoscritto del XVI secolo)

## Gli attori
Viveva in Firenze, all'epoca dei fatti, un certo Vincenzo o Vincenzio di Zanobi Serselli. Il Serselli, stando a chi lo aveva conosciuto, era all'apparenza una buona persona perché si presentava come uomo pio e devoto, frequentava le compagnie religiose, particolarmente quella di S. Niccolò detta del Ceppo nella quale, sempre secondo i testimoni, il Serselli non entrava mai nella sede della compagnia se non si poneva ginocchioni e a ginocchi nudi, e per di più nelle pubbliche processioni voleva sempre essere quello che portava il crocifisso; insomma faceva ogni estrinseca e apparente devozione di pietà.
Serselli, che di professione faceva il lanaiolo, nel corso degli anni strinse una solida amicizia con un giovane, anche lui lanaiolo, chiamato Matteo di Bartolomeo Santini che tutti coloro che lo conoscevano consideravano essere persona a modo e, come si usava dire, "di buona gente"; a questa coppia s'aggiunse per terzo un uomo di bassa condizione sociale, in gergo "persona di mezza tacca", che si guadagnava da vivere come "donzello" o servitore di qualche notabile. Era tanto ordinario che non se ne sapeva neppure il nome così, quando scoppiò il caso, a Firenze presero a chiamarlo "l'Incognito".

## L'associazione a delinquere
Nella Cronica della città di Firenze si legge: «Trovandosi dunque del continuo insieme questo terzetto d'amici a cene, giuochi, in casa di femmine et altrove, si come in tutte l'allegrie di spesa, ché essendo eglino poveri compagni non solo con tenue patrimonio ma più tosto di quelle persone, che gli conveniva viver con la propria fatica, et industria; questo modo di vivere gli messe in necessità dopo qualche tempo di pensare non avendo loro, come potessero fare a valersi di quel d'altri per continuare nella loro dissoluta vita. Onde il Serselli che era tra loro il più vecchio, e di maggiore autorità, una volta, che uno di loro si lamentava di non haver danari disse: "A chi ha cervello non mancano mai danari, a me non ne sono mai mancati, e non ne mancheranno ancora a voi se farete a mio consiglio" et interrogato da loro del modo di trovare con tanta facilità con la qualità de discorsi s'aperse loro liberamente esser già un tempo, che egli quando in un modo, e quando in un altro industriosamente involando ad altrui quel tanto che gli bisognava non solo per la necessità, ma per le voglie, e capricci ancora, e per mostrare, che ciò non fusse errore, ò almeno molto leggiero, come quello ch'era bel parlatore, e pronto di lingua aggiunse a loro il presente discorso: "Iddio, e la natura, che fanno ogni cosa bene, e niente operano indarno hanno messo in questo mondo per benefizio, e comodo del genere umano questi beni detti di fortuna, per che chi n'ha di bisogno se ne pigli, e quelli che n'hanno più di noi non gl'anno per altro se non per che essendo stati più valenti uomini degl'altri si sono presi la lor parte e la nostra, di maniera che il privargli di qualche particella non è torre il loro, ma egl'è bene il modo di tornare a riavere qualche cosa del nostro". 
Con questi ed altri così fatti discorsi mettendosi il Serselli la cattività in scherno fece a poco a poco sdrucciolare nell'infamia, et in un mare di scelleraggini quei due poveri giovani, i quali perduto in tutto e per tutto la faccia, e la vergogna assuefacendosi à poco a poco a tor quel d'altri, e passando dalle bagatelle alle cose grandi, e dalle grandi alle maggiori divennero i più fini ladri che in quel tempo fussero in Firenze».

## Il delitto

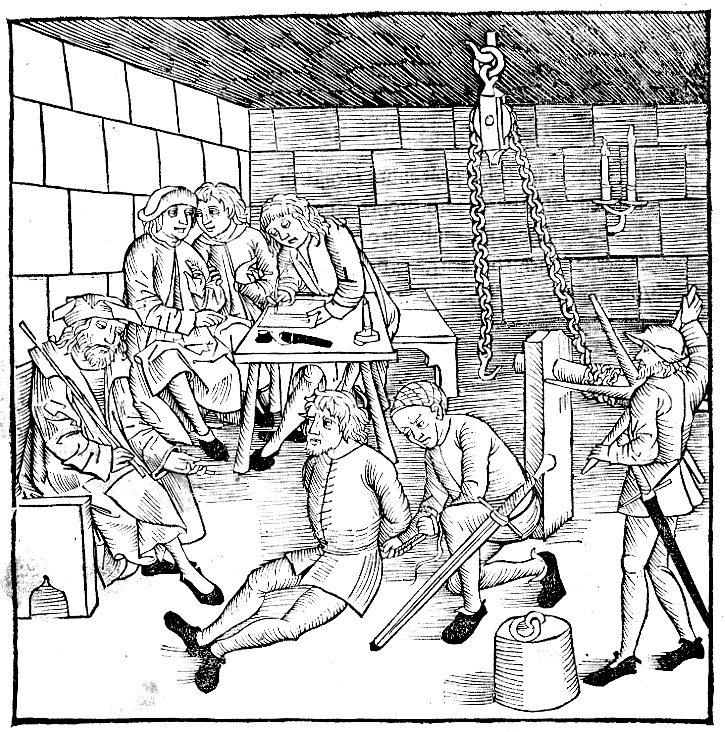
Il supplizio della corda. Si appendeva l'imputato, con le mani legate dietro alla schiena, a una corda con un peso attaccato per i piedi

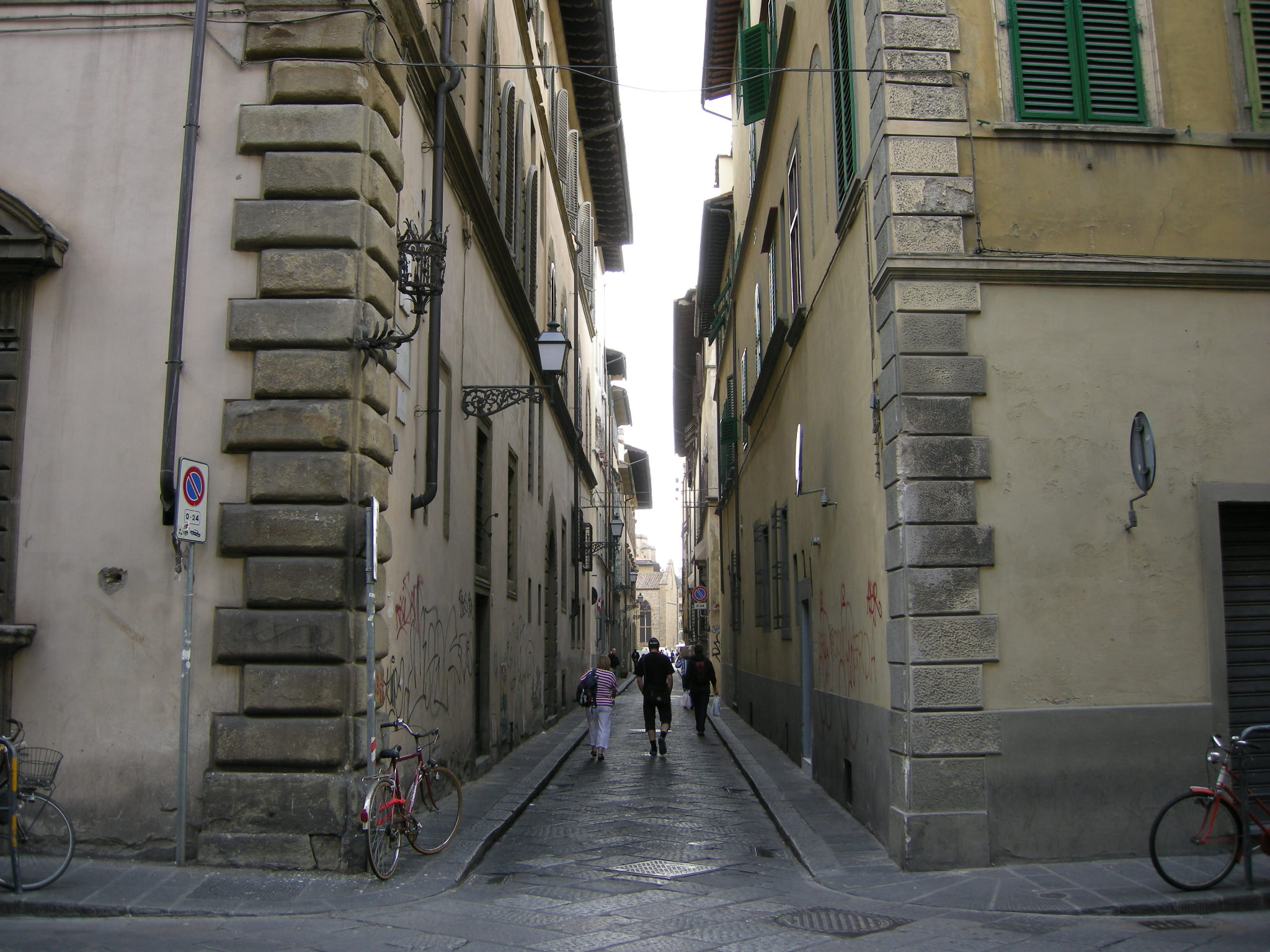
L'angolo tra via Ghibellina e via de' Bonfanti, oggi via de' Pepi, dove abitava il Serselli, dove si radunava la banda, dove venne strangolato l'Incognito e dove infine furono impiccati Serselli e Santini

Serselli però sapeva che la fortuna avrebbe potuto girare in ogni momento e pertanto pensò di prevenire la malasorte. Ancora dalla Cronica: «[Serselli] fece un giorno a' suoi compagni questo ragionamento: "Non è dubbio o fratelli, che se i birri non guastassero quello che abbiamo nelle mani sarebbe il più bel mestiero del mondo, ma perché la gatta va tanto al lardo che lascia una volta lo zampino, io stimo necessario per regola di buon governo lo andarsi preparando a tutti quei travagli, che noi possiamo verisimilmente incontrare per potersi in ogni caso schermire dai pericoli, che portan seco quell'imprese, che noi giornalmente intraprendiamo, e per dichiararmi meglio voglio dire, che non sarebbe gran fatto, che una volta, o alcuno di noi desse nella rete, o parlasse in prigione; in questo caso bisogna darsi ad intendere di avere a esser trattati con quei rigori ch'è solita la Giustizia con i delinquenti, e perché hò sentito dire che la corda è la regina de' tormenti, et il più comune et usato mezzo del quale la Giustizia si serve per cavarne dai rei la confessione de' loro delitti, sarei di parere, che noi sperimentassimo una volta in noi medesimi questa sorta di patimento per poter poi in ogui caso resistere, e salvarsi, e quando a voi paja d'applicare a questo consiglio, e di metterlo ad esecuzione, io ho un luogo assai facile, e comodo in casa mia dove se io non voglio non puoi entrare altrui che me: qui di notte tempo entreremo provisti degl' ordingni necessarii, e senzache nissuno possa osservarci potremo esercitare le nostre persone in questo cimento"».
Sia a Santini che all'Incognito piacque l'idea e non passò molto tempo che la misero in pratica. Si radunarono una notte in casa del Serselli, che abitava in quel tempo in via Ghibellina in una casetta quasi all'angolo con l'allora via de' Bonfanti (oggi via de' Pepi). In questa casa c'era una cantina assai solitaria separata dall'abitato della casa e lì Serselli aveva accomodata, ad un gancio che pendeva dal soffitto, una carrucola con una corda. A tarda notte i tre si spartirono i ruoli facendo uno da reo, uno da giudice esaminatore, e l'altro che faceva da sbirro e tirava su e teneva il canape al quale il reo era attaccato. E così, cambiando ogni sera ruolo, toccava una volta per uno a fare tutte le parti. 
La notte però in cui toccò all'Incognito di fare il reo mentre il Serselli teneva la corda, saltò fuori che l'Incognito non reggeva alla prova, e allora «[...] il Serselli mentre che a poco a poco lo calava dato l'occhio al Santini, il quale faceva da esaminatore, posto che fu l'Incognito in terra fingendo sciorgli la fune dalle braccia, quale glie l'avvolse al collo e con l'ajuto del Santini lo strangolò».
I due avvolsero il corpo senza vita dell'Incognito in uno dei panni, bottino delle loro rapine, e postoselo uno di loro sopra le spalle, con l'altro che gli faceva la scorta, si diressero al chiostro di Santa Croce, la cui porta rimaneva aperta tutta la notte. Scoperchiarono una delle tombe del cimitero e ci gettarono il cadavere. Poi zitti zitti richiusero tutto e se ne tornarono a casa.

## La cattura

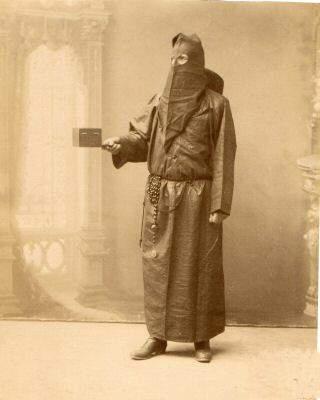
Come apparivano gli uomini della buona morte a Firenze

«E ben che fusse osservata da molti la mancanza di quell'uomo, e che variamente se ne discorresse, niuno però sospettò mai di quel ch'era seguito, perché quelli scellerati, ben che di continuo si trovassero la notte assieme, il giorno però non si lasciavano vedere altro che separati, et il popolo dopo di aver qualche giorno parlato si quietò, et i rei per non dar sospetto di loro passeggiavano sempre con gran franchezza per la città, e divenuti (per essersi levati dinanzi colui, e liberatisi del timore della di lui debolezza) più arditi e più facinorosi che mai, ne fecero tante, e tante, che venuti non sò come in sospetto alla giustizia furono finalmente catturati.
Et essendo doppo una lunga prigionia, e diversi esami (per gì' indizj che contro di loro militavano) rigorosamente torturati, il Serselli per esser di miglior complessione, e più brioso dell'altro stette sempre forte a tutti i martirj, che gli furono dati, e nei confronti che gli furono fatti fare con il Santini, onde avendo sostenuto tutti quei tormenti secondo il corso della buona giustizia rimase in grado d'essere assoluto dalla pena ordinaria.
Ma il Santini sopraffatto dai tormenti avendo liberamente confessate tutte le sue scelleratezze, e misfatti, almeno tanti, che lo constituivano reo di pena capitale fu condeunato alla forca; la qual sentenza a suo tempo notificatagli fu spedita, e condotto in cappella per dare esecuzione alla sentenza la mattina di poi, e consegnato in mano di quei buon'uomini, che si prendon cura di confortare, e con buone parole accompagnare al patibolo quei miseri che sono destinati a morire per mano del carnefice, e vedendosi il Santini in luogo dove non credette mai esser condotto, e quel che a lui pareva strano il vedersi solo e senza il Serselli domandò dov'esso era; a che replicò chi l'assisteva, che pensasse a sé, et a' suoi peccati, et alla salute dell'anima sua, e non a quelli degl'altri. All'ora il Santini esclamando affermò con giuramento che mai s'indurrebbe a penitenza se non vedesse quivi in sua compagnia il Serselli, quale affermava non solo essergli stato compagno in tutti i delitti, ma esserne ancora stato l'inventore, e direttore, e quello che l'haveva indotto, et incamminato a quel vituperoso modo di vivere, e levatolo più volte dalla sua bottega perché gli desse aiuto ad eseguire i suoi infami pensieri, et in somma quello che l'haveva condotto a perder miseramente l'onore, e la vita sopra una forca». 

## L'intervento di Lorenzo Corboli

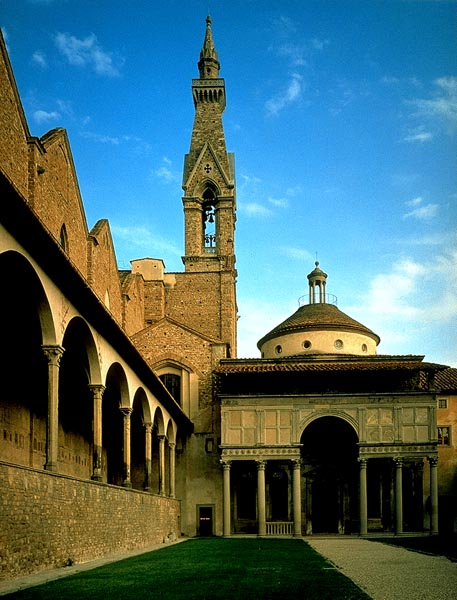
Il camposanto, davanti alla Cappella de' Pazzi, dove presumibilmente fu sotterrato il cadavere dell'Incognito

Per quanto gli uomini della buona morte si affaticassero a persuaderlo ad accettare la pena come castigo dei suoi delitti, ogni loro parola o tentativo risultò vano. Allora, vendendolo così ostinato e avendolo più volte sentito replicare che non sarebbe morto contento né pentito se prima non avesse parlato al Corboli al quale aveva da rivelare cose di grande importanza che aveva taciuto fino ad allora, con l'espediente di lasciarlo riposare, mandarono a chiamare il Corboli. 
«Stava ser Lorenzo Corboli di casa in testa di Via della Morte quando fecero ricorso quei buonuomini, e gli diedero piena informazione di quanto loro era occorso con il Santini, ed il desiderio, che esso haveva di parlargli per revelargli cose fi n'all'ora non confessate. All'ora il Corboli, come quello ch'era segretario del magistrato degl'Otto non disprezzò quell'avviso e trovò ii modo di far sospendere quella sentenza contro il Santini, e feceselo condurre avanti cercando prima quietarlo con buone parole dicendogli che quella pena giustamente meritava per i suoi peccati; et il Santini interrompendogli il discorso disse: "Io non niego di meritar pei miei peccati mille morti, ma non m'acquieterò mai fino a tanto ch'io non vedrò condurre al patibolo meco l'autore della mia rovina; dico quel traditore di Vicenzo Serselli prima cagione ch'io mi ritrovo in questo stato". Replicò all'ora il Corboli: "Avverti figliuolo, non ti lasciar sovvertir dal diavolo; il Serselli è uomo da bene, e la l'hà canonizzato per tale la sofferenza di tutti quei tormenti che tu sai che esso ha sostenuto, e che il corso della buona giustizia richiedeva". Rispose allora il Santini: "Domandategli chi strangolò in casa sua l'Incognito, e perché, e chi lo portò sopra le spalle a seppellire nel cimitero di S. Croce nella tal sepoltura"».
Vista la piega inaspettata che avevano preso gli eventi, Corboli fece riportare Santini in prigione e mandò degli agenti del bargello con un cancelliere, la notte seguente, nel luogo che aveva detto il Santini a cercare il cadavere dell'Incognito. Ma non trovando nulla, il Corboli credette che il Santini stesse solo armeggiando e che si fosse inventato tutto per cercare di sfuggire la morte. 
«Onde fattoselo venire avanti gli disse: "Sei tu quello che più morto che vivo ardisci ancora di burlare la giustizia? che cosa mi diceste ieri? s'è mandato questa mattina nel luogo da te disegnato a cercare del cadavere dell'Incognito, e non s'è trovato niente. Replicò il Santini: "Io lo dissi, e lo confesso, e per maggior segno di questa verità vi dico, che strangolato che noi l'havemmo, l'involgemmo in un pezzo di panno lano, che noi l'havevamo rubato, e lo portammo a sotterrare nel luogo, che ieri vi dissi, però conducete me nel cimiterio di S. Croce, e vedrete se io lo troverò, purché non sia stato levato». 
Il Corboli, fiutando il colpo, mandò il Santini, ben legato e accompagnato, la notte seguente al cimitero di S. Croce dove, riconosciuta la sepoltura la fece aprire, e i poliziotti trovarono quanto il Santini aveva detto.

## La confessione di Serselli

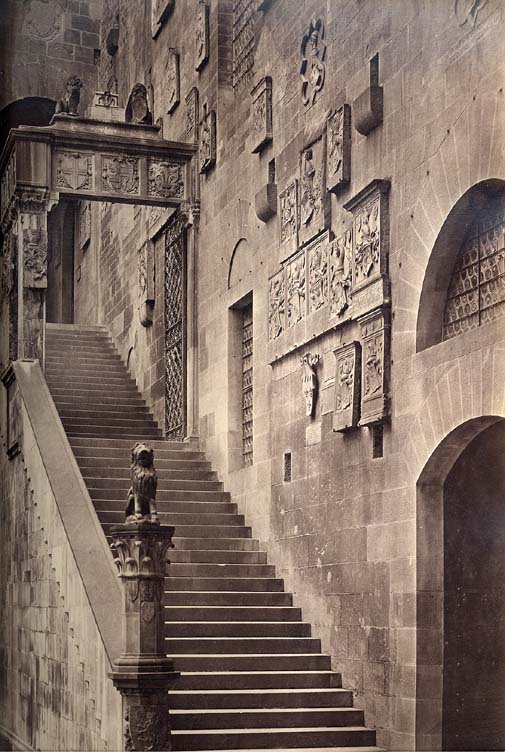
L'interno del Bargello, l'antico palazzo di giustizia di Firenze

«Il che referito al Corboli, e fatto da lui riconoscere il panno ed ogni altro particolare gli parve sopra tale emergente di nuovo esaminare, e tormentare il Serselli, onde fattoselo venire avanti così gli parlò: "Vincenzio io pensava a quest'ora essermi sbrigato da te, ma è venuto a notizia della Corte un delitto molto grave stato finora occulto a tutta la città, e questo è la morte dell'Incognito, e tal verità è in oggi così chiara non solo per la confessione di Matteo Santini tuo compagno in tal delitto, quanto per il corpo del medesimo delitto, del quale consta, e per la dissumazione del cadavere, e le cognizioni di esso, che sarà necessario, che tù liberamente lo confessi o vero, che si reitino nella tua persona tutti i tormenti fino a qui sostenuti, e non bastando far questo una volta, reiterargli tante volte fino che tù confessi questa verità, o che tù finisca la vita sù i tormenti".
Giunse molto nuovo questo discorso al Serselli il quale stimava d'esser già liberato dalla pena ordinaria, e solo sottoposto a qualche arbitraria, e leggera mortificazione, stante gli indizi resultanti contro di lui, e così riconoscendosi il Serselli, e per l'età, e per la lunghezza della carcere, e per li passati patimenti quasi del tutto storpiato, et inabile a sostenere si perse affatto d'animo, e dopo essere stato qualche spazio di tempo senza parlare, quasi svegliato da un sonno così disse: "Già ch'io non posso più lungo tempo differir questo corpo reo di mille morti, non piaccia a Dio ch'io voglia perder con quello anco l'anima, e perciò son pronto a confessar liberamente tutte le mie mancanze"». 
Serselli fece allora un breve racconto di tutta la sua vita arrivando a confessare la morte dell'Incognito, il movente dell'omicidio e l'esecuzione del delitto. Serselli e Corboli parlarono a lungo ma proprio all'ultimo, sul finire della confessione, arrivò il colpo di scena: Serselli ammise un altro delitto che aveva commesso e del quale nessuno ne aveva avuto notizia, nemmeno lo stesso Santini.
«Era già in Firenze un figliuolo d'un macellajo detto il Rapetta, et abitava egli in una piccola casa nella quale si ricoverava quando il sonno lo spingeva, e non avendo in quella né meno la compagnia d'una misera fante menava vita piuttosto da bestia che da uomo, e con questo modo di vivere, e con l'entrate del suo patrimonio haveva il Rapetta accumulato un buon peculio quale impiegava in darlo a cambio; intervenne, che passando il Serselli per mercato su il mezzo giorno vidde il Rapetta in un banco tirare una somma di 500 ducati in tanto oro, e che appunto gli riponeva per portargli via. Il Serselli che appunto abitava accanto a detto Rapetta, credendo che gli portasse a casa vi fece sopra i suoi assegnamenti, et andatosene a casa senz'essere da niuno osservato, da quella scavalcò un muro, che divideva la sua casa da quella del Rapetta, con un pezzo di corda in mano, e quivi aspettollo. Il Rapetta v'arrivò di notte all'ora quando non è alcuno per la strada, et entratosene in casa, nel medesimo tempo ch'ei chiudeva l'uscio con il chiavistello, il Serselli se gl'avventò addosso, e gli mise quella corda al collo, e così come il Rapetta era vecchio e debole restò dal Serselli strangolato.
Fatto che ebbe ciò il Serselli cercò addosso al Rapetta di quei danari che gl'haveva veduto tirare il giorno, mà non gli trovò il valimento di sei giuli, imperoché il Rapetta imborsato che ebbe quei danari andò a pagargli altrove; vedutosi il Serselli defraudato della conceputa speranza strascinò quel cadavere alcuni passi dentro al terreno della medesima casa, e con l'istessa corda con la quale l'haveva strozzato l'appiccò ad una trave, lasciando a piè dell'impiccato uno sgabello in terra acciò si credesse che egli da se stesso si fusse dato la morte per la disperazione, e per la medesima strada se ne ritornò a casa, e sempre fu creduto dal popolo che egli da se stesso si fusse impiccato».

## La sentenza
Corboli, dopo una tale e dettagliata confessione, andò subito ad informare il principe di questa novità, e dopo fece rapporto agli Otto di Guardia e Balia, il corpo dei magistrati di Firenze. Dopo la debita ratifica della sua deposizione e il conseguente processo «fu il Serselli condannato a finir la sua vita con il Santini sopra le forche, le quali furono rizzate in via Ghibellina dov'è tagliata la croce della via de' Buonfanti, perché quivi vicino abitava il Serselli quando assieme con il Santini strangolò l'Incognito, e quivi doppo d'aver girato per i luoghi più cospicui della città furono i delinquenti condotti sopra d'un carro avanti il quale camminava un famiglio, che sopra d'un'asta portava un cartello nel quale a lettere grandi era scritto "per falsarj, omicidiarj, e famosi ladri", e quivi dal carnefice fu prima al Serselli, e dopo al Santini col capestro levata la vita».